# Mike Stone
Mike Stone (né en 1951 et mort fin mai 2002), est un réalisateur artistique et ingénieur du son britannique.

## Biographie
Mike Stone travaille au début des années 1970 comme ingénieur du son aux studios Trident et participe à ce titre à la production des quatre premiers albums de Queen. Il est promu coproducteur, avec le groupe, sur les albums A Day at the Races (1976) et News of the World (1977), étant notamment responsable de l'enregistrement et du mixage des harmonies vocales. Il travaille ensuite notamment comme producteur sur plusieurs albums des groupes Journey, Asia et Whitesnake.